# Хатажукай
Хатажукай (рос. Хатажукай; адиг. Хьатыгъужъыкъуай) — аул Шовгеновського району Адигеї Росії. Входить до складу Хатажукайського сільського поселення.
Населення — 933 особи (2015 рік).